# King of the Ring 2021
King of the Ring 2021 è stata la ventiduesima edizione dell'omonimo torneo di wrestling organizzato dalla WWE.
Il torneo si è svolto tra l'8 ottobre e il 21 ottobre 2021, con la finale che si è disputata durante Crown Jewel al King Fahd International Stadium di Riad.

## Struttura del torneo
|  | Quarti di finale 8 ottobre 2021-11 ottobre 2021 | Quarti di finale 8 ottobre 2021-11 ottobre 2021 | Quarti di finale 8 ottobre 2021-11 ottobre 2021 |            |              | Semifinali 15 ottobre 2021-18 ottobre 2021 | Semifinali 15 ottobre 2021-18 ottobre 2021 | Semifinali 15 ottobre 2021-18 ottobre 2021 |  |  | Finale 21 ottobre 2021 | Finale 21 ottobre 2021 | Finale 21 ottobre 2021 |
|  |                                                 |                                                 |                                                 |            |              |                                            |                                            |                                            |  |  |                        |                        |                        |
|  |                                                 | Xavier Woods                                    | Schienamento                                    |            |              |                                            |                                            |                                            |  |  |                        |                        |                        |
|  |                                                 | Ricochet                                        | 09:10                                           |            |              |                                            |                                            |                                            |  |  |                        |                        |                        |
|  |                                                 | Ricochet                                        | 09:10                                           |            | Xavier Woods | Schienamento                               |                                            |                                            |  |  |                        |                        |                        |
|  |                                                 |                                                 |                                                 |            | Xavier Woods | Schienamento                               |                                            |                                            |  |  |                        |                        |                        |
|  |                                                 |                                                 | Jinder Mahal                                    | 06:50      |              |                                            |                                            |                                            |  |  |                        |                        |                        |
|  |                                                 | Kofi Kingston                                   | Jinder Mahal                                    | 06:50      | 09:00        |                                            |                                            |                                            |  |  |                        |                        |                        |
|  |                                                 | Kofi Kingston                                   |                                                 |            | 09:00        |                                            |                                            |                                            |  |  |                        |                        |                        |
|  |                                                 | Jinder Mahal                                    | Schienamento                                    |            |              |                                            |                                            |                                            |  |  |                        |                        |                        |
|  |                                                 |                                                 |                                                 |            |              |                                            |                                            |                                            |  |  |                        | Xavier Woods           | Schienamento           |
|  |                                                 |                                                 |                                                 | Finn Bálor | 09:40        |                                            |                                            |                                            |  |  |                        |                        |                        |
|  |                                                 | Sami Zayn                                       | Schienamento                                    |            |              |                                            |                                            |                                            |  |  |                        |                        |                        |
|  |                                                 | Rey Mysterio                                    | 08:00                                           |            |              |                                            |                                            |                                            |  |  |                        |                        |                        |
|  |                                                 | Rey Mysterio                                    | 08:00                                           |            | Sami Zayn    | Schienamento                               |                                            |                                            |  |  |                        |                        |                        |
|  |                                                 |                                                 |                                                 |            | Sami Zayn    | Schienamento                               |                                            |                                            |  |  |                        |                        |                        |
|  |                                                 |                                                 | Finn Bálor                                      | 09:10      |              |                                            |                                            |                                            |  |  |                        |                        |                        |
|  |                                                 | Cesaro                                          | Finn Bálor                                      | 09:10      | 11:25        |                                            |                                            |                                            |  |  |                        |                        |                        |
|  |                                                 | Cesaro                                          |                                                 |            | 11:25        |                                            |                                            |                                            |  |  |                        |                        |                        |
|  |                                                 | Finn Bálor                                      | Schienamento                                    |            |              |                                            |                                            |                                            |  |  |                        |                        |                        |